# Serraval
Serraval è un comune francese di 663 abitanti situato nel dipartimento dell'Alta Savoia della regione dell'Alvernia-Rodano-Alpi.
Il territorio comunale è bagnato dalle acque del fiume Chaise.

## Società

### Evoluzione demografica
Abitanti censiti